# Aloysio Short
Aloysio da Costa Short (Salvador, 29 de dezembro de 1906 — Salvador, 1 de agosto de 1970) foi um advogado, professor e político brasileiro, foi deputado estadual e federal pela Bahia.

## Biografia

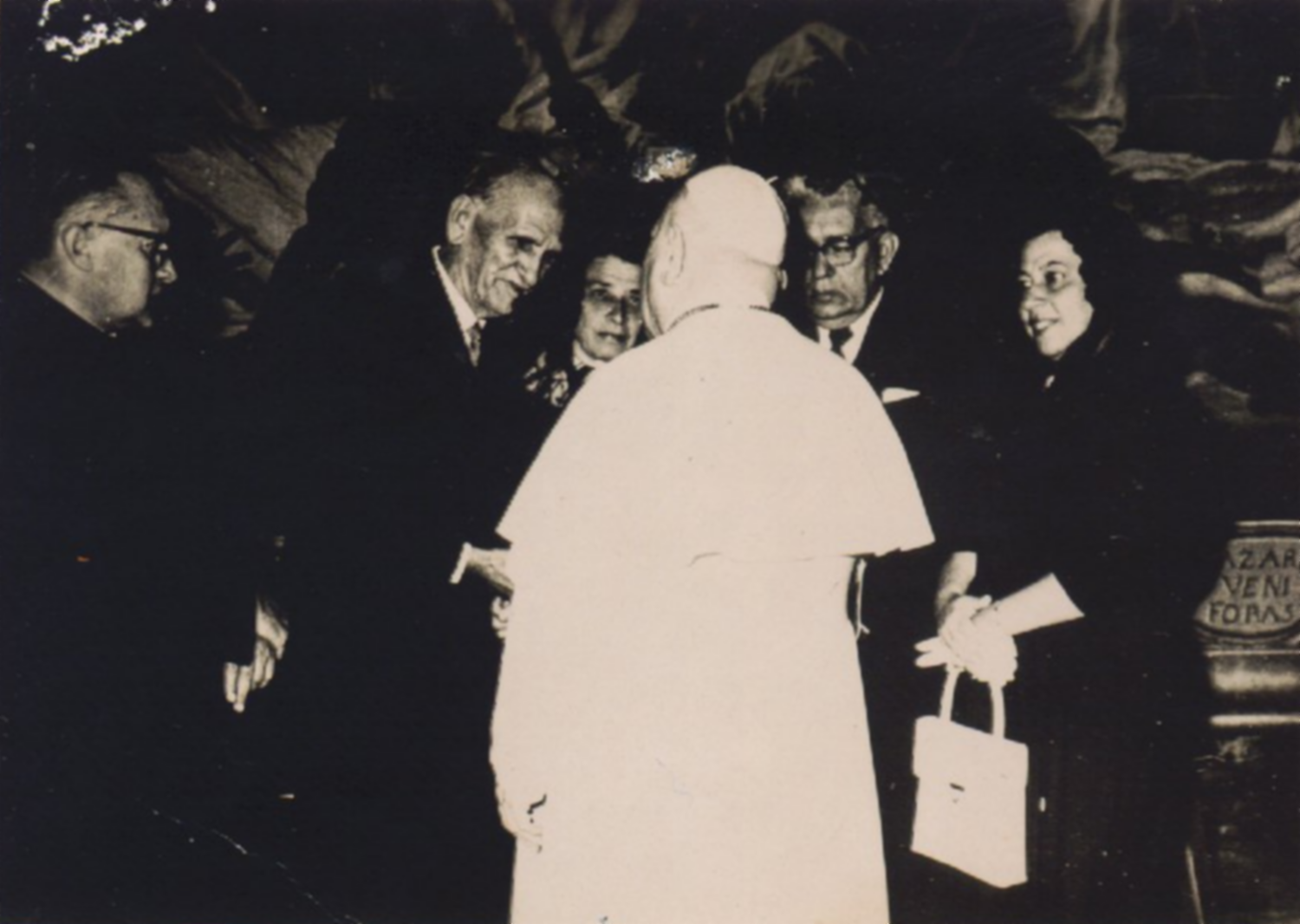
Com Ovídio Teixeira, Short e esposa (à direita) em visita ao Papa João XXIII

Era filho de João Paulino Short e de Maria Ester da Costa Short. Na cidade natal concluiu o curso normal pelo Ginásio da Bahia e, dali, exerceu o magistério na Escola Normal de Caetité até 1935, quando ingressou como serventuário da justiça na 2ª Vara da capital. Formou-se em direito, em 1949, pela Escola de Direito da Bahia.
Ingressou na carreira política sendo eleito deputado estadual pela União Democrática Nacional (UDN) inicialmente na constituinte (1947 a 1951) e depois em mais três mandatos sucessivos (de 1951 a 1963), sendo que de 1955 a 1958 foi nomeado Secretário de Educação do estado. Com a instalação do bipartidarismo pela ditadura, filia-se à Aliança Renovadora Nacional (ARENA), sendo eleito em 1967 para mandato até 1971. Sendo suplente, ocupou a função de deputado federal entre 1 de setembro a 2 de dezembro de 1965, na legislatura 1963 a 1967.
Foi casado com Nair Oliva Short, com quem teve um casal de filhos.

## Homenagens
Em 1971 a primitiva "Escola Normal", criada em 1961, passou a chamar-se Colégio Estadual Aloysio Short e foi construída sua nova e definitiva sede, na cidade de Macaúbas. Também na cidade de Pindaí há uma escola municipal nomeada em sua homenagem.